# Murray River (Pine River)
Der Murray River ist ein rechter Nebenfluss des Pine River im Peace River Regional District im Nordosten der kanadischen Provinz British Columbia.

## Flusslauf
Der Murray River hat seinen Ursprung im Upper Blue Lake auf 1269 m Höhe innerhalb des Monkman Provincial Parks am Osthang der Kanadischen Rocky Mountains. Er fließt anfangs in nordnordwestlicher Richtung durch das Gebirge. Der Murray River überwindet innerhalb des Provinzparks die 60 m hohen Kinuseo Falls (⊙). Der Fluss wendet sich nun nach Norden und passiert den Ort Tumbler Ridge. Dort nimmt er den Wolverine River von links auf. Später verläuft der Murray River entlang der Ostgrenze des Gwillim Lake Provincial Parks. Der Murray River fließt nun in nördlicher Richtung. Er vereinigt sich bei East Pine mit dem von Westen kommenden Pine River. Der Murray River hat eine Länge von etwa 200 km. 

## Hydrologie
Am Pegel 33 km oberhalb der Mündung beträgt der mittlere Abfluss 83,6 m³/s. Zwischen Mai und Juli führt der Fluss die größten Wassermengen.
Zwischen dem Monkman Provincial Park im Süden und dem Gwillim Lake Provincial Park im Norden durchfließt er den rund 7.822 km² großen Tumbler Ridge UNESCO Global Geopark, einem seit 2015 als UNESCO Global Geopark anerkannten UNESCO-Kultur- und -Naturerbe.